# NGC 3801
NGC 3801 é uma galáxia lenticular (S0) localizada na direcção da constelação de Leo. Possui uma declinação de +17° 43' 39" e uma ascensão recta de 11 horas, 40 minutos e 16,8 segundos.
A galáxia NGC 3801 foi descoberta em 17 de Abril de 1784 por William Herschel.